# Hotton War Cemetery
Hotton War Cemetery is een Britse militaire begraafplaats met gesneuvelden uit de Tweede Wereldoorlog in de Belgische gemeente Hotton. De begraafplaats ligt een halve kilometer ten zuiden van het dorp, langs de Rue de la Libération. Ze werd ontworpen door Philip Hepworth en wordt onderhouden door de Commonwealth War Graves Commission. Centraal vooraan bevindt zich het Cross of Sacrifice met aan beide zijden een schuilhuisje met open boogvormige doorgangen onder een tentdak. Er zijn twee toegangen met tweedelige metalen hekken. 
Er worden 670 gesneuvelden herdacht, van wie 21 niet zijn geïdentificeerd.

## Geschiedenis
Hotton werd in mei 1940 door de Duitsers binnengevallen en bezet. Heel wat soldaten van het British Expeditionary Force sneuvelden tijdens de terugtrekking naar Duinkerke als gevolg van de Duitse overmacht in de daaropvolgende maanden. De volgende jaren sneuvelden hier nog verschillende Britse piloten die tijdens hun missie naar Duitsland of op de terugweg naar hun basis werden neergeschoten. In januari 1945 was Hotton de westelijke grens van de Duitse opmars tijdens het Ardennenoffensief.
De gesneuvelden op de begraafplaats vielen vooral tijdens het Ardennenoffensief, een aantal ook tijdens gevechten van mei 1940 en de andere oorlogsjaren.
Onder de 649 geïdentificeerde doden zijn er 508 Britten, 41 Australiërs, 88 Canadezen, 11 Nieuw-Zeelanders en één Pool. 
- Maurice Hubert Paul Remy was een Belgische onderofficier die als piloot diende bij het 349 (Belgian) Sqdn Royal Air Force Volunteer Reserve. Hij ligt begraven in de begraafplaats van Ciney maar wordt hier met een Special Memorial herdacht.

## Onderscheiden militairen
- de Squadron leaders Herbert F. Bickerdike, George J. Laird en Paul W. Rabone, kapitein John F. Griffiths, de luitenants Selwyn H. Alcock, Douglass J. Buchanan, Arthur W. Hirons, Neil D. Mara, Eric W. Sargent en Noel P. Whaley en officier Kenneth Gibbs werden onderscheiden met het Distinguished Flying Cross (DFC).
- majoor Peter H. Lawless, oorlogscorrespondent en Hugh de Lancy Samwell, majoor bij de Argyll and Sutherland Highlanders werden onderscheiden met het Military Cross (MC).
- de officieren James D. Aspin, Frank Giles en Gordon L. Hills en sergeant George Boag werden onderscheiden met de Distinguished Flying Medal (DFM).
- William S. Provan Fraser, luitenant bij de Black Watch (Royal Highlanders) werd onderscheiden met de Distinguished Conduct Medal (DCM).
- sergeant Thomas K. Roberts en de korporaals Walter Cook en William H. Short ontvingen de Military Medal (MM).